# Carcharhinus amblyrhynchoides
Carcharhinus amblyrhynchoides är en haj som förekommer i Indiska oceanen och västra Stilla havet. Den kan bli upp emot 1,7 meter lång och lever av fisk och kräftdjur.
Utbredningsområdet sträcker sig från nordöstra Afrika och Röda havet till Australien och Nya Guinea. Arten vistas nära kusten och dyker till ett djup av 50 meter. Honor blir könsmogna vid en längd av 167 cm och hannar vid 140 cm. Honor lägger inga ägg utan föder upp till 9 levande ungar. De är vid födelsen 50 till 60 cm långa. Liknande arter blir könsmogna när de är 6 år gamla och de kan leva 15 år.
Flera exemplar hamnar som bifångst i fiskenät. IUCN listar arten som sårbar (VU).